# Caragana leucospina
Caragana leucospina är en ärtväxtart som beskrevs av Vladimir Leontjevitj Komarov. Caragana leucospina ingår i släktet karaganer, och familjen ärtväxter. Inga underarter finns listade i Catalogue of Life.